# Gil-dong
Gil-dong (koreanska: 길동) är en stadsdel i stadsdistriktet Gangdong-gu i Sydkoreas huvudstad Seoul. 